# 110 a.C.

## Eventos
- Espúrio Postúmio Albino e Marco Minúcio Rufo, cônsules romanos[1].
- Continua a Guerra Címbrica.
- Continua a Guerra contra Jugurta:
  - Espúrio Postúmio Albino deixa o comando da campanha com Aulo Postúmio Albino Magno, seu irmão e propretor da África, mas ele é derrotado na Batalha de Sutul por Jugurta.
- 1 de maio - Marco Lívio Druso, procônsul, celebra um triunfo sobre os escordiscos e os Antigos macedônios[2].

## Mortes
- Edersceal, 95º monarca da Irlanda